# Melizzano
Melizzano község (comune) Olaszország Campania régiójában, Benevento megyében.

## Fekvése
A megye nyugati részén fekszik, 45 km-re északkeletre Nápolytól, 25 km-re nyugatra a megyeszékhelytől. Határai: Amorosi, Castel Campagnano, Dugenta, Frasso Telesino, Solopaca és Telese Terme.

## Története
A település valószínűleg az ókori szamnisz Melae város utódja. Első említése a longobárd időkből (9. század) származik. A következő századokban nemesi birtok volt. A 19. században nyerte el önállóságát, amikor a Nápolyi Királyságban felszámolták a feudalizmust.

## Népessége
A népesség számának alakulása:

## Főbb látnivalói
- Castello Caracciolo D’Aquara
- Maria Ss. della Libera-szentély
- SS. Apostoli Pietro e Paolo-templom